# Karl-Heinz Quast
Karl-Heinz Quast (* 22. November 1943 in Braunschweig) ist ein deutscher Brigadegeneral außer Dienst des Heeres der Bundeswehr.

## Leben
Quast trat nach dem Abitur 1963 in Frankfurt am Main in die Bundeswehr ein, wurde 1965 zum Leutnant ernannt und hatte Verwendungen als Zugführer und Technischer Offizier. Von 1970 bis 1975 studierte er Maschinenbau an der Technischen Universität Darmstadt. 1972 erfolgte die Ernennung zum Hauptmann. Von 1975 bis 1977 war er Kompaniechef.
Quast absolvierte von 1977 bis 1979 den 20. Generalstabslehrgang Heer an der Führungsakademie der Bundeswehr in Hamburg, wo er zum Offizier im Generalstabsdienst ausgebildet wurde. Danach war er G3 im Militärischen Bereich Operations Research des Amtes für Studien und Übungen der Bundeswehr am Standort Ottobrunn, wurde 1981 Major, war G4 der 3. Panzerdivision, Bataillonskommandeur des Instandsetzungsbataillons 5, wurde 1984 Oberstleutnant, war Referent im Führungsstab des Heeres VII (Heeresrüstung, Planung, Haushalt), Stabsoffizier/Controller für SHAPE Technical Centre und Technologieangelegenheiten bei DCSO und SCAD to SACEUR, SHAPE, G4 im Wehrbereichskommando VI/1. Gebirgsdivision, wurde 1993 Oberst, war Referatsleiter im Führungsstab des Heeres V, VI, und II (Heeresrüstung, Verfahren und internationale Heeresrüstungskooperation), ab Oktober 2001 Leiter der Abteilung II im Heeresunterstützungskommando und General der Heeresrüstung.
Am 1. Oktober 2001 wurde Quast zum Brigadegeneral ernannt. Ab Mai 2002 war er Abteilungsleiter III im Heeresamt in der Konrad-Adenauer-Kaserne in Köln, General der Heeresrüstung und Beauftragter des Inspekteurs des Heers für Informationstechnik. Mit Ablauf des 30. November 2004 wurde er in den Ruhestand versetzt.
Quast ist katholisch, verheiratet und hat eine Tochter.